# Fiat Viaggio
Fiat Viaggio är en personbil som tillverkades i Kina av Fiat Chryslers samarbetspartner GAC Group mellan 2012 och 2017. Från 2013 tillverkades även en halvkombiversion kallad Fiat Ottimo.

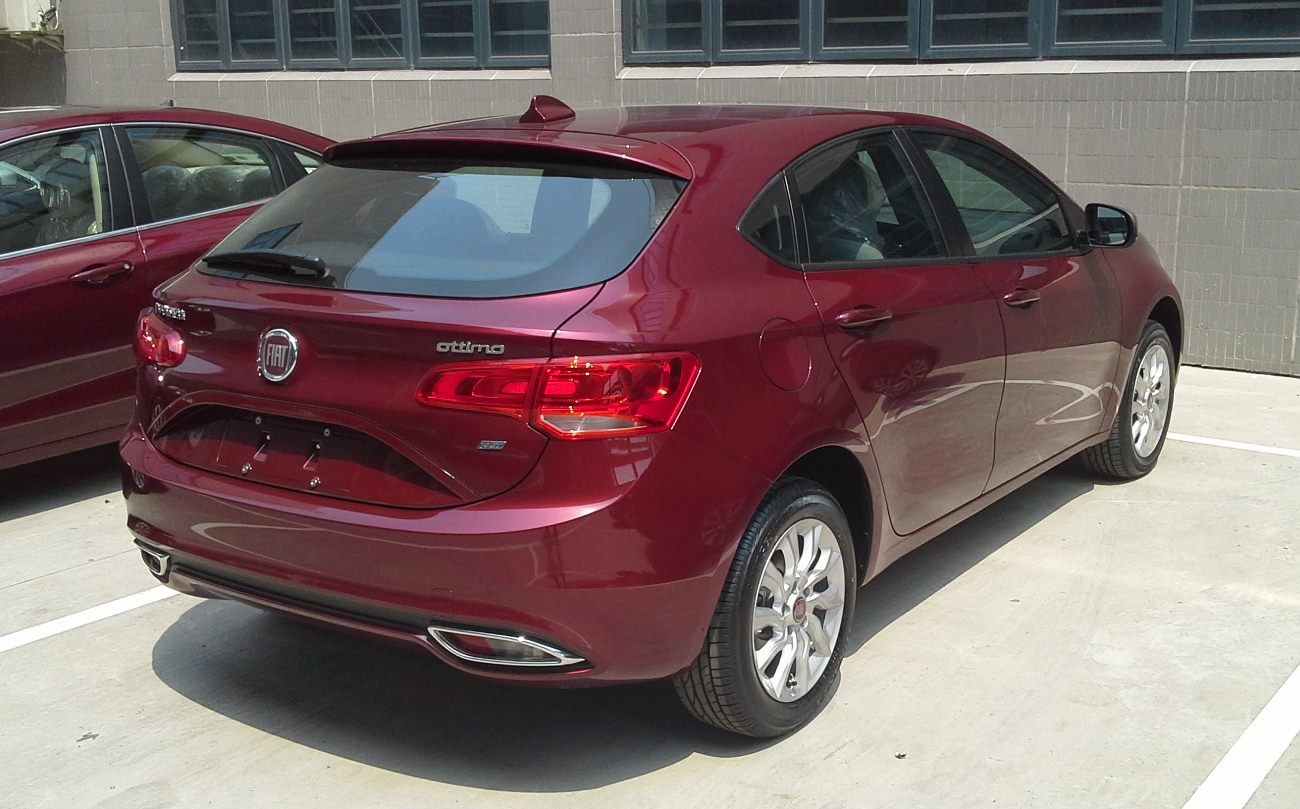
Fiat Ottimo